# Ataliba (futebolista)
Édson Ataliba Cândido, mais conhecido simplesmente como Ataliba (São Paulo, 9 de julho de 1956) é um ex-futebolista brasileiro, que atuava como atacante, mais precisamente ponta-direita.
Atualmente é o supervisor técnico do Clube Atlético Desportivo Ribeirão Pires.

## Carreira

### Infância e início de carreira
Ataliba na sua infância trabalhava como entregador de jornais entre os estudos, enquanto crescia no bairro da Vila Maria na Capital Paulista, aos olhares de seu seus pais, Maria e Joaquim.
Ataliba começou sua carreira de futebolista na categoria infantil do Corinthians em 1969, mas foi dispensado em duas oportunidades diferentes. Após se mudar para o bairro da Penha, Ataliba, ganhou destaque após disputar alguns jogos e campeonatos do futebol de várzea pelo Diplomata e o Botafogo da Penha, equipes do bairro.
Depois, a convite do amigo e atleta do Juventus, Paulinho, passou a jogar pelas categorias de base do Juventus da Mooca em 1974, deixando de ser ajudante geral, onde ganhava 88 Cr$, para ganhar 120 Cr$ de ajuda de custo do clube, o suficiente para ajudar nos custos de casa. Após ser promovido, passou a atuar ao lado de jogadores como César, Bizi e Luciano Coalhada, seus primeiros mentores.

### Chegada ao profissional
No Juventus, Ataliba a princípio emergiu como meia-direita treinado por Clóvis Nori, e posteriormente pelo técnico Brida no elenco profissional.
Para ganhar experiência enquanto ganhava espaço entre os profissionais do Juventus, Ataliba passou a ser emprestado por várias das fortes equipes do interior Paulista dos anos 70, como: Esportiva de Guaratinguetá, Grêmio Catanduvense, Aliança de São Bernardo, e Rio Claro. Então retornou ao Juventus e teve sua primeira sequência com o técnico Candinho. Em 8 de outubro de 1978, Ataliba foi chamado às pressas quando Ivan, até então dono da camisa 7 se machucou momentos antes de uma partida diante da Portuguesa Santista. Nesse confronto, Ataliba marcou 4 gols e nunca mais saiu da equipe.

### Destaque Juventino e quase ida para a Copa de 78
Em seus tempos de Juventus, Ataliba se destacou por não se cansar de marcar gols contra o Corinthians. O ponta marcou 9 gols em 12 jogos.
Ainda no Juventus ele chegou a ser relacionado na pré-lista dos convocados para a Copa do Mundo de 1978, porém, Ataliba acabou não sendo chamado para compor a lista definitiva do então técnico da Seleção, Claudio Coutinho.
Ficou entre os artilheiros do Campeonato Paulista de 1979 jogando pelo clube.

### Chegada ao Corinthians com titulo
Sempre muito veloz dentro de campo com seus 1,77 de altura e leves 65kg na sua forma física de atleta, Ataliba foi contratado pelo Corinthians em 1982 após sua sequência como carrasco do Timão. Chegou em julho, contratado por Cr$ 28 milhões mais o empréstimo do goleiro César por seis meses. Ataliba e sua velocidade tiveram suma importância no título do Paulistão daquele ano, diante do São Paulo. Na final, Ataliba fez fantástica jogada que resultou no gol do atacante Casagrande. Nesse mesmo período acontecia a Democracia Corintiana, onde ele se enquadrava na segunda divisão do bloco, na companhia de Biro-Biro, Zenon, Zé Maria e Eduardo Amorim.
Na sequência ele ainda se tornou Bicampeão Paulista em 1983, Ataliba teve seu rendimento intensificado graças aos seus companheiros do setor ofensivo: Sócrates, Casagrande e Zenon.
Pelo Timão, marcou 25 gols em 138 jogos.

### Tri-Paulista pelo Santos
Ataliba deixou o clube em 1984 quando estava sendo sondado pelo Palmeiras e especulado pela imprensa, mas acabou indo para o Santos graças ao convite do seu amigo e padrinho de seu filho Douglas, Serginho Chulapa, onde foi recebido por Pelé na Vila Belmiro em sua apresentação. 
Novamente foi Campeão Paulista em 1984, o Tri-Campeonato Paulista consecutivo era um feito raro até então e ter o conquistado por equipes diferentes tornou o feito ainda mais notável.

### Sequência e aposentadoria dos gramados
O atacante partiu para o Santo André em 1985, Santa Cruz em 1986, passou pelo Marília em 1987, em até decidir pela sua aposentadoria no início dos anos 90, pelo Grêmio de Maringá.
Bem-humorado e gago, fora de campo, Ataliba gosta de falar entre risos que "Era o melhor em campo, do que falando", em suas entrevistas que se tornaram rotina após sua aposentadoria como profissional.
Na atualidade Tatá, como é chamado pelos seus amigos e companheiros, mora na cidade de São Paulo, onde nasceu, e permanece jogando futebol nas apresentações do Corinthians Masters.
Em 2013, foi anunciado como novo técnico do Clube Atlético Diadema para a disputa do Campeonato Paulista Segunda Divisão.
Desde o inicio de 2016, assumiu uma nova função no futebol, o cargo de Supervisor Técnico do mesmo Diadema. Em 2020, o clube anunciou uma migração e mudança de nome, agora o novo Clube Atlético Desportivo Ribeirão Pires segue com Ataliba no seu staff ocupando o mesmo cargo dos tempos de Diadema.

## Títulos

### Jogador
Corinthians
- Campeonato Paulista: 1982, 1983

Torneios Amistosos
- Copa Da Feira De Hidalgo: 1981
- Taça Cidade de Porto Alegre 1983
- Taça Governador do Estado: 1984
- Copa dos Campeões 1984
- Torneio Internacional de Verão: 1985
- Copa das Nações: 1985

Santos
- Campeonato Paulista: 1984

### Treinador
Diadema
Campeonato Paulista SUB-20 Segunda Divisão: 2013